# 18 Wheels of Steel
18 Wheels of Steel – seria gier komputerowych symulujących jazdę samochodem ciężarowym. Seria, której producentem jest czeskie studio SCS Software, a wydawcą – ValuSoft, stanowi odnogę serii gier komputerowych Hard Truck. Rozgrywka w 18 Wheels of Steel polega na rozwożeniu ładunków po różnych miastach Stanów Zjednoczonych, a w niektórych wersjach południowej Kanady i północnego Meksyku. Na stan z grudnia 2013 roku seria liczyła łącznie osiem gier.

## Wersje

### Hard Truck: 18 Wheels of Steel
Pierwsza część serii miała premierę 19 sierpnia 2002 i była skupiona jedynie na trybie gry jednoosobowej. Gracz otrzymywał w niej do dyspozycji zdezelowaną ciężarówkę (jeden z ośmiu modeli), mając za zadanie przewóz towarów i ich dostawę w zamian za pieniądze. Gracz poruszał się po symulowanych 11 stanach USA. Rozgrywka odznaczała się delikatnym – mimo zręcznościowego modelu jazdy – podejściem do realizmu: przewożony towar ulegał zniszczeniu, a kierowanie pojazdem wymagało skupienia.

### 18 Wheels of Steel: Across America
22 lutego 2004 roku ukazała się druga gra z serii, 18 Wheels of Steel: Across America. Dokonano w niej poprawek w stosunku do poprzedniej części. Liczba ciężarówek dostępnych graczowi została zwiększona do 15 sztuk, możliwy też stał się przewóz 30 różnych rodzajów towarów. Gracz poruszał się po 48 stanach USA.

### 18 Wheels of Steel: Pedal to the Metal
W Pedal to the Metal, trzeciej części serii wydanej 30 sierpnia 2004, zwiększony został obszar rozgrywki. Gracz mógł zarówno pokierować firmą transportową, jak i pojedynczą ciężarówką, a zasięg podróży objął większość Stanów Zjednoczonych oraz Kanadę i Meksyk. Dostępnych było 35 modeli ciężarówek.

### 18 Wheels of Steel: Convoy
6 września 2005 roku ukazała się czwarta odsłona serii pod tytułem Convoy. W tej uaktualnionej wersji obszar gry został ograniczony do południowej Kanady oraz całych Stanów Zjednoczonych. Zwiększeniu uległa liczba rodzajów towarów. Najbardziej kluczową zmianą, jak wynika z podtytułu, jest możliwość jazdy w konwojach: graczowi zaczęli towarzyszyć komputerowi kierowcy ciężarówek.

### 18 Wheels of Steel: Haulin’
21 września 2006 roku miała premierę piąta część serii pod nazwą Haulin’. Prezentowała ona bardzo podobny model rozgrywki w stosunku do poprzednich gier z serii. Zwiększona została jednak liczba miast, po których poruszał się gracz. Wydłużeniu uległy zatem trasy w grze, a co za tym idzie – punkty docelowe stały się odleglejsze, a jazda dłuższa. Bardziej kluczową rolę odegrało poruszanie się zgodnie z obowiązującymi przepisami ze względu na patrole policji.

### 18 Wheels of Steel: Amerykańskie legendy szos
3 grudnia 2007 roku pojawiła się szósta gra z serii pod nazwą Amerykańskie legendy szos (oryginalnie American Long Haul. Nie wprowadziła on żadnych znaczących zmian w porównaniu z poprzednimi grami. Obszar gry ponownie powiększył się o Meksyk, aczkolwiek sama rozgrywka okazała się bardzo podobna do występującej w Haulin’.

### 18 Wheels of Steel: Extreme Trucker
Siódma odsłona serii, zatytułowana Extreme Trucker, pojawiła się w sklepach 3 października 2009 roku. Zasadniczo została w niej zmieniona sceneria, w której podróżował gracz. Dostępnych było pięć zróżnicowanych krajobrazowo lokacji w Stanach Zjednoczonych, na zalesionych terenach Ameryki Południowej, w Afryce Północnej, w Australii oraz na Alasce. Dostępnych stało się 30 ciężarówek i około 40 rodzajów towarów. Znacznej poprawie uległa też oprawa graficzna.

### 18 Wheels of Steel: Extreme Trucker 2
15 stycznia 2011 roku ukazała się kontynuacja 'Extreme Trucker i zarazem ósma część serii. Podobnie jak poprzednik, Extreme Trucker 2 oferował pięć zróżnicowanych scenerii, aczkolwiek nieco zmienionych w stosunku do niego. Liczba ciężarówek została zwiększona do 35, a liczba dostępnych towarów – do 70.